# Soféna
Soféna (starořecky Σωφηνή, Soféné) bylo starověké helénistické království v severní Mezopotámii (na pomezí dnešních států Arménie a Sýrie), kterému vládla Orontská dynastie vyznávající náboženství zarathuštrismu. Později se stala vazalským státem Velké Arménie a poté provincií římské říše. Sofénské království vzniklo ve 3. století př. n. l. ze seleukovské satrapie Arménie a svou nezávislost si udrželo do roku 95 n. l., kdy Sofénu dobyl arménský král Tigranés Veliký. Sofénská kultura byla pestrá, čerpala z mnoha cizích kulturních vlivů, východních i západních. Mísily se zde vlivy řecké, arménské, íránské, syrské, anatolské a římské. V roce 530 provincie Soféna zanikla sloučením s východořímskou provincií Arménie.